# Associació d'Escoles Secundàries de l'Estat d'Illinois
L'Associació d'Escoles Secundàries de l'Estat d'Illinois (en anglès: Illinois High School Association) (IHSA) és una associació estatal que regula els esports de competició i les activitats esportives escolars. És membre de la Federació Nacional d'Associacions Estatals d'Escoles Secundàries (en anglès: National Federation of State High School Associations) (NFHS).
La IHSA regula: 14 esports masculins, 15 esports femenins, i 8 activitats co-educacionals no esportives. Més de 760 escoles secundàries públiques i privades de l'Estat d'Illinois, són membres de la IHSA. Les seves oficines són a Bloomington, Illinois.
Durant els seus 100 anys d'existència, la IHSA ha estat el centre de moltes controvèrsies, tals com: la inclusió dels esports femenins, la inclusió dels centres privats, i les proves anti-dopatge. Aquests fets han tingut repercussió en altres estats del país. Altres controvèrsies tals com la rivalitat entre les diferents escoles que formen part de l'associació, o sobre les normes de competició que estan en vigor a l'estat, tenen un àmbit més local.